# Peter Smessaert
Albert Peter Smessaert (20 de julho de 1908 — 22 de novembro de 2000) foi um ciclista olímpico estadunidense nascido na Bélgica. Representou os Estados Unidos em dois eventos nos Jogos Olímpicos de Verão de 1928.